# Miss Mondo 2000
Miss Mondo 2000, la cinquantesima edizione di Miss Mondo, si è tenuta il 30 novembre 2000, presso il Millennium Domee di Londra, nel Regno Unito. Il concorso è stato presentato da Jerry Springer e Rebecca de Alba, e trasmesso da Channel 5 e Zee TV. La diciottenne Priyanka Chopra, rappresentante dell'India è stata incoronata Miss Mondo 2000. Per l'unica volta nella storia del concorso un'italiana sale sul podio della manifestazione: la sarda Giorgia Palmas, diciottenne fotomodella attiva solamente nella sua regione, si classifica seconda.

## Risultati

### Piazzamenti
| Risultato       | Concorrente |
| --------------- | --- |
| Miss Mondo 2000 | - India - Priyanka Chopra |
| 2ª classificata | - Italia - Giorgia Palmas |
| 3ª classificata | - Turchia - Yüksel Ak |
| Finaliste       | - Kazakistan - Margarita Kravcova - Uruguay - Katja Thomsen                                                                              |
| Semifinaliste   | - Cile - Isabel Bawlitza - Colombia - Andrea Durán - Kenya - Yolande Masinde - Stati Uniti - Angelique Breaux - Ucraina - Olena Scherban |

### Regine continentali
| Risultato | Concorrente                         |
| --------- | ----------------------------------- |
| Asia      | - India - Priyanka Chopra           |
| Europa    | - Italia - Giorgia Palmas           |
| Americhe  | - Uruguay - Katja Thomsen           |
| Caraibi   | - Curaçao - Jozaine Marianella Wall |
| Africa    | - Kenya - Yolanda Masinde           |

### Riconoscimenti speciali
| Riconoscimento            | Concorrente                        |
| ------------------------- | ---------------------------------- |
| Best World Dress Designer | - Kazakistan - Margarita Kravtsova |

## Concorrenti
- Angola - Deolinda Vilela
- Argentina - Daniela Stucan
- Aruba - Monique van der Horn
- Australia - Renee Henderson
- Austria - Patricia Kaiser
- Bahamas - Latia Bowe
- Bangladesh - Sonia Gazi
- Barbados - Leilani McConney
- Belgio - Joke van de Velde
- Bielorussia - Sviatlana Kruk
- Bolivia - Jimena Rico Toro
- Bosnia ed Erzegovina - Jasmina Mahmutović
- Botswana - Puna Keleabetswe Serati
- Brasile - Francine Eickemberg
- Bulgaria - Ivanka Peytcheva
- Canada - Christine Cho
- Cile - Isabel Bawlitza
- Cina Taipei - Shu-Ting Hao
- Cipro - Iphigenia Papaioannou
- Colombia - Andrea Duran
- Corea del Sud - Jung-sun Shin
- Costa Rica - Cristina de Mezerville
- Croazia - Andreja Čupor
- Curaçao - Jozaine Wall
- Danimarca - Anne Katrin Vrang
- Ecuador - Ana Dolores Murillo
- Estonia - Irina Ovtchinnikova
- Filippine - Katherine Annwen de Guzman
- Finlandia - Salima Peippo
- Francia - Karine Meierù
- Galles - Sophie-Kate Cahill
- Germania - Natascha Berg
- Ghana - Maame Ewarfaah Hawkson
- Giamaica - Ayisha Richards
- Giappone - Mariko Sugai
- Gibilterra - Tessa Sacramento
- Grecia - Athanasia Tzoulaki
- Guatemala - Cindy Ramirez
- Honduras - Veronica Rivera
- Hong Kong - Margaret Kan
- India - Priyanka Chopra
- Inghilterra - Michelle Walker
- Irlanda - Yvonne Ellard
- Irlanda del Nord - Julie Lee-Ann Martin
- Islanda - Elva Dogg Melsted
- Isole Cayman - Jacqueline Bush
- Isole Vergini Americane - Luciah Hedrington
- Isole Vergini Britanniche - Nadia Harrigan Ubinas
- Israele - Dana Dantes
- Italia - Giorgia Palmas
- Jugoslavia - Iva Milivojević
- Kazakistan - Margarita Kravtsova
- Kenya - Yolanda Masinde
- Libano - Sandra Rizk
- Lituania - Martyna Bimbaite
- Madagascar - Julianna Todimarina
- Malaysia - Tan Sun Wei
- Malta - Katia Grima
- Messico - Paulina Flores Arias
- Moldavia - Mariana Moraru
- Namibia - Mia de Klerk
- Nepal - Usha Khadgi
- Nigeria - Matilda Kerry
- Norvegia - Stine Pedersen
- Nuova Zelanda - Katherine Allsopp-Smith
- Paesi Bassi - Raja Moussaoui
- Panama - Ana Raquel Ochy
- Paraguay - Patricia Villanueva
- Perù - Tatiana Angulo
- Polonia - Justyna Bergmann
- Porto Rico - Sarybel Velilla
- Portogallo - Gilda Dias Pe-Curto
- Rep. Ceca - Michaela Salačová
- Rep. Dominicana - Gilda Jovine
- Romania - Aleksandra Cosmoiu
- Russia - Anna Bodareva
- Scozia - Michelle Watson
- Singapore - Charlyn Ding Zung Ee
- Slovacchia - Janka Horecna
- Slovenia - Maša Merc
- Spagna - Veronica Garcia
- Sri Lanka - Rozelle Plunkett
- Stati Uniti - Angelique Breaux
- Sudafrica - Heather Joy Hamilton
- Svezia - Ida Sofia Manneh
- Svizzera - Mahara McKay
- Tahiti - Vanini Bea
- Tanzania - Jacqueline Ntuyabelikwe
- Trinidad e Tobago - Rhonda Rosemin
- Turchia - Yuksel Ak
- Ucraina - Olena Shcherban
- Ungheria - Judit Kuchta
- Uruguay - Katja Thomsen
- Venezuela - Vanessa Cardenas
- Zimbabwe - Victoria Moyo